# Polipéptido
Un polipéptido
(del griego πολύς poli "mucho" y πεπτός peptos "digerido") es el nombre utilizado para designar un péptido de tamaño grande; como orientación, se puede hablar de más de 10 aminoácidos.

Cuando el polipéptido es suficientemente grande y, en particular, cuando tiene una estructura tridimensional única y estable, se habla de una proteína.

## Estructura

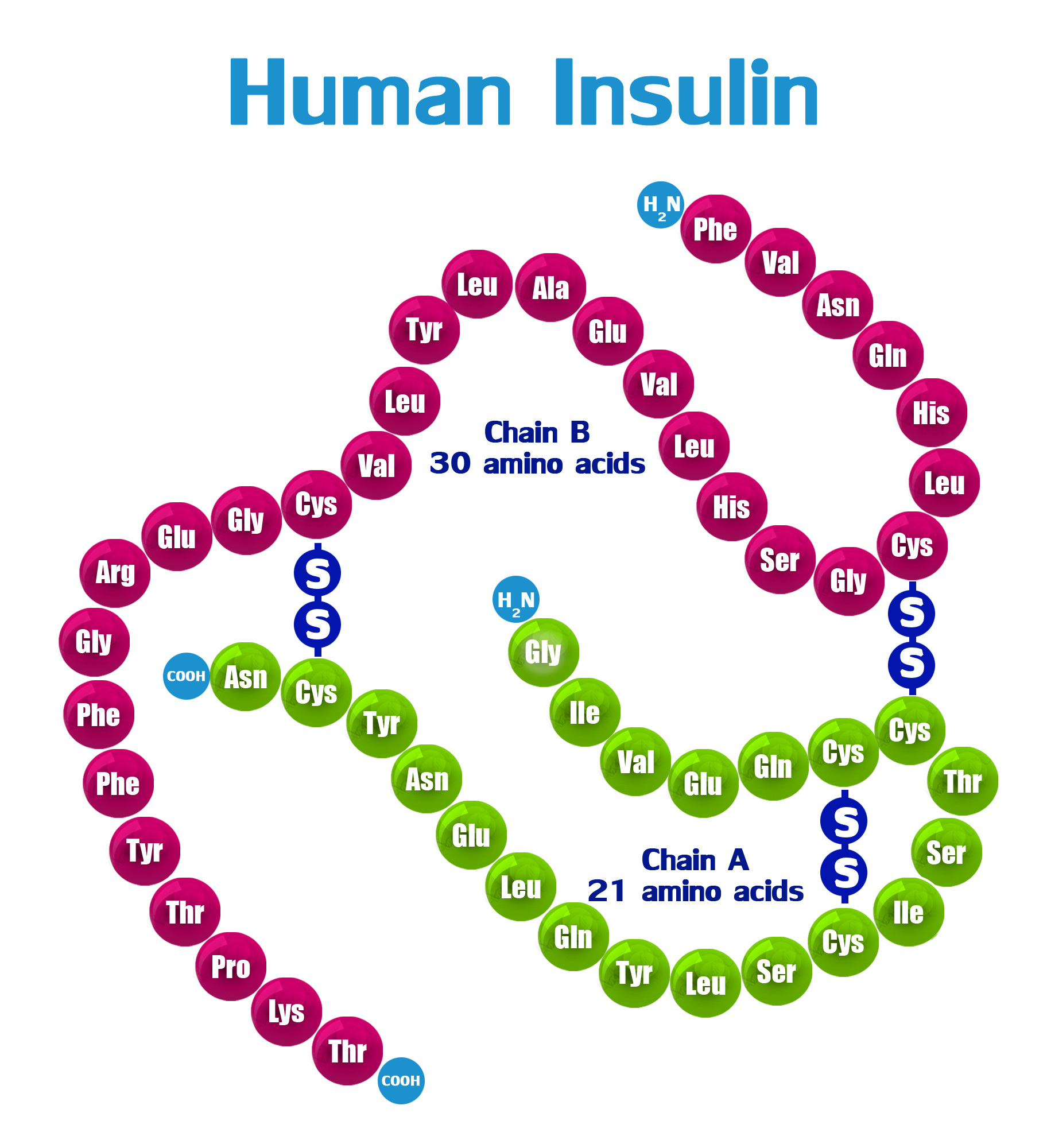
Polipéptidos A (21 aminoácidos) en verde y B (30 aminoácidos) en rojo, de la hormona insulina.

La clasificación de los péptidos según el número de aminoácidos de su cadena no es claro, ni universalmente aceptado.

Los polipéptidos de aproximadamente 50 aminoácidos (aa) se conocen habitualmente como proteínas, pero los autores difieren mucho en cuanto a dónde comienzan a usar este último término.
| Tamaño            | Fuente bibliográfica                         | Peso molecular            |
| 10-49 aminoácidos | Universidad de Murcia                        | 5.000-10.000 Daltons (Da) |
|                   | Universidad de Tours                         |                           |
| +51 aminoácidos   | National Human Genome Research Institute NIH |                           |
| ~100 aminoácidos  | Universidad de Queensland                    |                           |
|                   | Encyclopedie Larousse                        |                           |
| +100 aminoácidos  | Universidad de Montpellier                   | ~10.000 Daltons (Da)      |

Habitualmente se considera péptido a una cadena de 10 a 49 aminoácidos.
Una cadena más larga de aminoácidos (51 o más aa) es un polipéptido. Las proteínas fabricadas en el interior de las células se forman con uno o más polipéptidos.
Para otros autores 50-100 aminoácidos es el límite entre un péptido y una proteína.
Una tercera posición es que las proteínas son polipéptidos grandes y los dos términos se pueden usar indistintamente.

## Ejemplos de polipéptidos
- Polipéptido pancreático 36 aminoácidos.[11]

- Polipéptido de la adenilato ciclasa de la pituitaria 176 aminoácidos.
- Péptido intestinal vasoactivo 28 aminoácidos.
- Gastrina 101 aminoácidos.[12]
- Motilina.

- Secretina.
- Calcitonina.
- Glucagón 29 aminoácidos.
- Insulina cadena A (21 aminoácidos) y cadena B (30 aminoácidos).

Las proteínas con una sola cadena polipeptídica se denominan proteínas monoméricas, mientras que las compuestas de más de una cadena polipeptídica se conocen como proteínas multiméricas (díméricas, tríméticas).